# Frun (Skivvärlden)
Frun är en fiktiv gud skapad av Terry Pratchett.

## Kuriosa
Frun har smaragdgröna ögon och är servitris på baren Sista Chansen. Hon har ett annat namn, men uttalar man det riskerar man att träffas av blixten. Hon är med i Spännande tider där hon spelar spelet Framtiden För Nationer På Fallrepet mot Ödet. Ödet och Frun är gamla fiender. Hon tycker inte om att folk dyrkar henne. Det är oklart huruvida hon faktiskt är en gudinna, och gudarna för ständig debatt om det faktumet.